# Mirella Freni
Mirella Freni, właśc. Mirella Fregni (ur. 27 lutego 1935 w Modenie, zm. 9 lutego 2020 tamże) – włoska śpiewaczka operowa, sopran spinto.

## Życiorys
Urodziła się w rodzinie robotniczej jako pierwsze z czworga dzieci. Jej matka pracowała w tej samej fabryce papierosów, co matka Luciano Pavarottiego. Jej babka Valentina Bartomesi była wówczas śpiewaczką w La Scali. Od dzieciństwa wykazywała ogromne zdolności muzyczne w zakresie śpiewu. Jako dziewiętnastolatka zadebiutowała w operze w Modenie jako Micaela w Carmen (3 lutego 1955). Błyskawicznie została zauważona i otrzymała liczne propozycje nowych występów, jednak zrezygnowała z nich, by wyjść za mąż i urodzić dziecko.
W 1958 r. pojawiła się ponownie w teatrze w Turynie, gdzie zaśpiewała rolę Mimi w Cyganerii. W tym samym roku wygrała Międzynarodowy Konkurs Viottiego. W latach 1959–1962 występowała w operach w Holandii i Wielkiej Brytanii, jednak wielki międzynarodowy sukces miał miejsce dopiero wraz z rolą Adiny w Napoju miłosnym, a następnie Zuzanny w Weselu Figara w 1960 r.
Rok później dwudziestopięcioletnia śpiewaczka zadebiutowała w Covent Garden jako Nannetta w Falstaffie, a dwa lata później pierwszy raz zaśpiewała w La Scali. W 1965 r. zadebiutowała w nowojorskiej Metropolitan Opera,grając kolejno – Mimi, Liu w Turandot oraz Małgorzatę w Fauście.
W latach 70. dodała do swojego repertuaru dramatyczne role Verdiego – wcieliła się w prawie wszystkie jego tragicznej bohaterki: Desdemonę (Otello), Elżbietę (Don Carlos), Leonorę (Moc przeznaczenia), Elwirę (Ernani) oraz Aidę. Pozostawała specjalistką od ról Pucciniego – zagrała kolejno Madame Butterfly, Toskę oraz Manon Lescaut, a także nagrała cały Tryptyk.
W 1976 r. wystąpiła ponownie w roli Zuzanny w sfilmowanej wersji Wesela Figara.
W latach 90. ponownie zmieniła kierunek poszerzania repertuaru, koncentrując się na włoskim weryzmie i operze rosyjskiej. Zagrała Adrianę Lecouvreur w operze Cilei pod tym samym tytułem oraz Fedorę w dziele Umberto Giordano, z którą odbyła trasę pod Włoszech i Hiszpanii. Następnie zagrała Tatianę w Eugeniuszu Onieginie oraz Lizę w Damie pikowej.
W 2005 r. zakończyła karierę rolą tytułową w Dziewicy Orleańskiej, koncentrując się od tej pory. na pracy nauczycielki śpiewu w Centrum Bel Canto w Vignola, które założyła z drugim mężem. Opublikowała pamiętniki pt. Mój drogi teatr w 1990. Uniwersytet w Pizie nadał jej doktorat honoris causa za „wybitny wkład w kulturę europejską”. Otrzymała również włoski order Cavalliere della Gran Croce (w 1990) oraz Legię Honorową (1993).

## Życie prywatne
Jej pierwsze małżeństwo z nauczycielem śpiewu Leonem Magiera (z którym miała dziecko) zakończyło się rozwodem. Jej mężem w latach 1981–2004 był słynny bułgarski bas Nikołaj Gjaurow.